# Karabinek SKS
SKS (ros. СКС, Cамозарядный Kарабин Симонова; pol. samopowtarzalny karabinek Simonowa) – radziecki karabinek samopowtarzalny zasilany nabojem pośrednim 7,62 × 39 mm wz. 43, skonstruowany pod koniec II wojny światowej.

## Historia
W 1943 roku, do radzieckich laboratoriów badawczych trafiły pierwsze egzemplarze niemieckiej broni zasilanej amunicję pośrednią. Były to karabinki automatyczne MKb 42 i StG 44, stanowiące namacalny dowód sensowności idei wykorzystania amunicji pośredniej w lekkiej broni maszynowej. Szybko powrócono do przerwanych z powodu wojny prac nad radzieckim nabojem pośrednim i dokończono je w ciągu zaledwie roku. Efektem prac było powstanie naboju pośredniego wz. 1943 (7,62 × 39 mm). W 1944 roku rozpisano konkurs na konstrukcję karabinka strzelającego nowym nabojem. Z pięciu propozycji do produkcji wybrano karabinek Simonowa – SKS (comамозарядный карабин Симонова).
Na przełomie 1944 i 1945 roku wyprodukowano krótką serię doświadczalną SKS, którą z dobrymi efektami sprawdzono w warunkach bojowych, na odcinku 1 Frontu Białoruskiego. W 1945 roku nowy karabinek został oficjalnie przyjęty na uzbrojenie Armii Czerwonej.
Rozkazem Ministra Obrony D. Ustinowa ze stycznia 1948 roku, w zakładach nr 536 w Tule, miała zostać wyprodukowana próbna partia 1700 sztuk karabinków SKS-45.
Karabinki Simonowa produkowano w ZSRR tylko przez kilka lat, do czasu pełnego wprowadzenia do produkcji i uzbrojenia karabinka automatycznego AK. Dużą ilość wyprodukowanych karabinków przekazano armiom sojuszniczym, głównie w Azji. Były także produkowane w Jugosławii (Zastava M59/66), NRD (Karabiner M) oraz Chinach (Typ 56) gdzie opracowano również wersje w pełni automatyczne (Typ 63 i Typ 81).
Po II wojnie światowej karabinek SKS używany był m.in. podczas wojny koreańskiej i wietnamskiej, w konflikcie bliskowschodnim i w wojnie na Ukrainie (od 2014).

### W Polsce
Niewielką liczbę karabinków SKS zakupiło ludowe Wojsko Polskie. Pod oznaczeniem „7,62 mm karabin samopowtarzalny Simonowa” (7,62 mm ksS). Były one używane jako broń paradna przez Batalion Reprezentacyjny Wojska Polskiego (występujący w mundurach Wojsk Lądowych, Marynarki Wojennej, Sił Powietrznych i Wojsk Specjalnych), Kompanię Reprezentacyjną Sił Powietrznych (do 2000 r. Kompania Reprezentacyjna Wojsk Lotniczych i Obrony Powietrznej), Kompanię Reprezentacyjną Marynarki Wojennej, kompanię honorową Wojskowej Akademii Technicznej, kompanię reprezentacyjną Nadwiślańskich Jednostek Wojskowych, a także przez pododdziały reprezentacyjne Policji, Straży Granicznej i Służby Więziennej, gdzie karabiny SKS zostały zastąpione przez karabinki systemu MSBS).
SKS w pododdziałach reprezentacyjnych występował w wersji zmodyfikowanej, polegającej na wymianie kolby z litego drewna na wykonaną z prasowanej pod ciśnieniem sklejki z drewna brzozowego oraz zastosowaniu metalowej stopki przykręcanej dwiema śrubami do trzewika kolby. Metalowa stopka ma chronić kolbę przed uszkodzeniami od uderzeń o podłoże w trakcie realizacji zadań reprezentacyjnych oraz ułatwia akcentowanie chwytów bronią. Modyfikacji uległ również bagnet broni, poprzez zaoblenie ostrza i poniklowanie w celu poprawienia walorów estetycznych.

## Konstrukcja

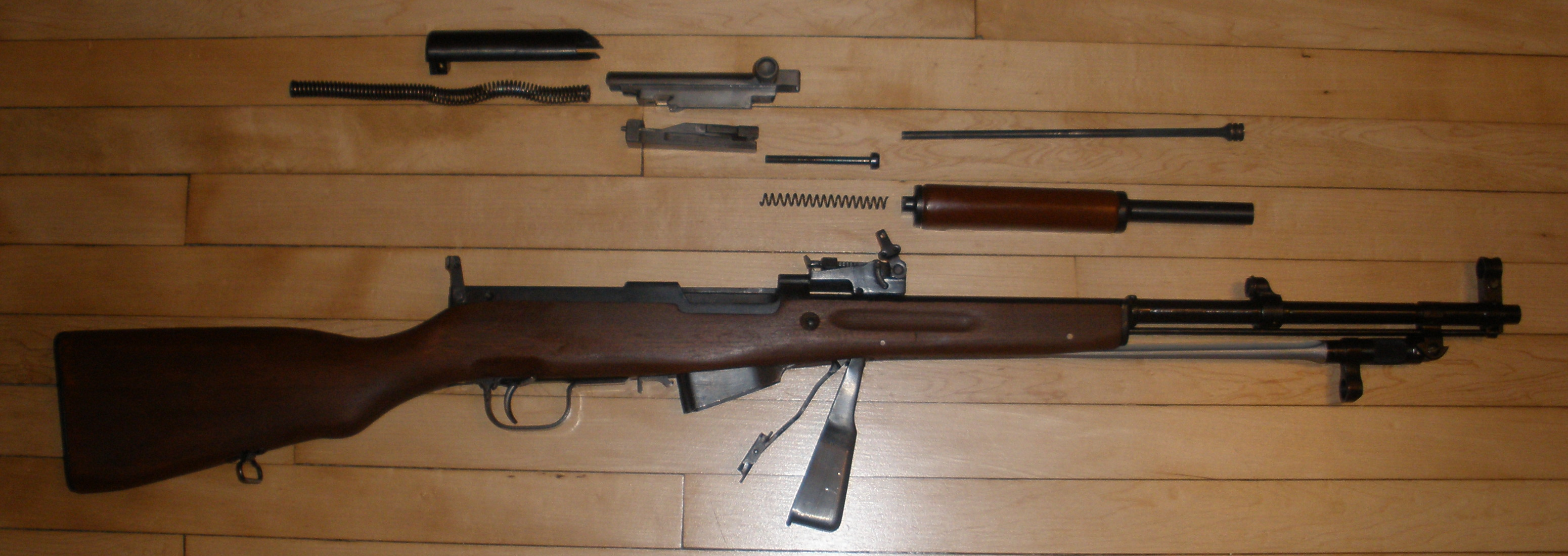
SKS Budowa

SKS jest karabinkiem samopowtarzalnym (strzelającym tylko ogniem pojedynczym), działającym na zasadzie odprowadzenia gazów przez boczny otwór w ściance lufy. Zamek ryglowany jest przez przekoszenie jego tylnej części w dół. Mechanizm spustowo-uderzeniowy typu kurkowego. Zasilanie ze stałego, dwurzędowego magazynka o pojemności 10 nabojów. Jest on ładowany pojedynczymi nabojami lub z 10-nabojowej łódki. Jest to największa wada tej broni. Usunęli ją dopiero Chińczycy w swoim karabinie Typ 63, który jest przystosowany do zasilania z magazynków wymiennych. Broń wyposażona jest w płaski, składany bagnet przymocowany na stałe. Celownik krzywkowy z nastawami do 1000 m.